# Milo, Catania
Milo är en ort och kommun i storstadsregionen Catania, före 2015 provinsen Catania, i regionen Sicilien i sydvästra Italien. Kommunen har 138 invånare (2022).